# Veronica Maggio
Veronica Sandra Karin Maggio (Uppsala, 15 marzo 1981) è una cantante svedese di origini italiane.

## Biografia

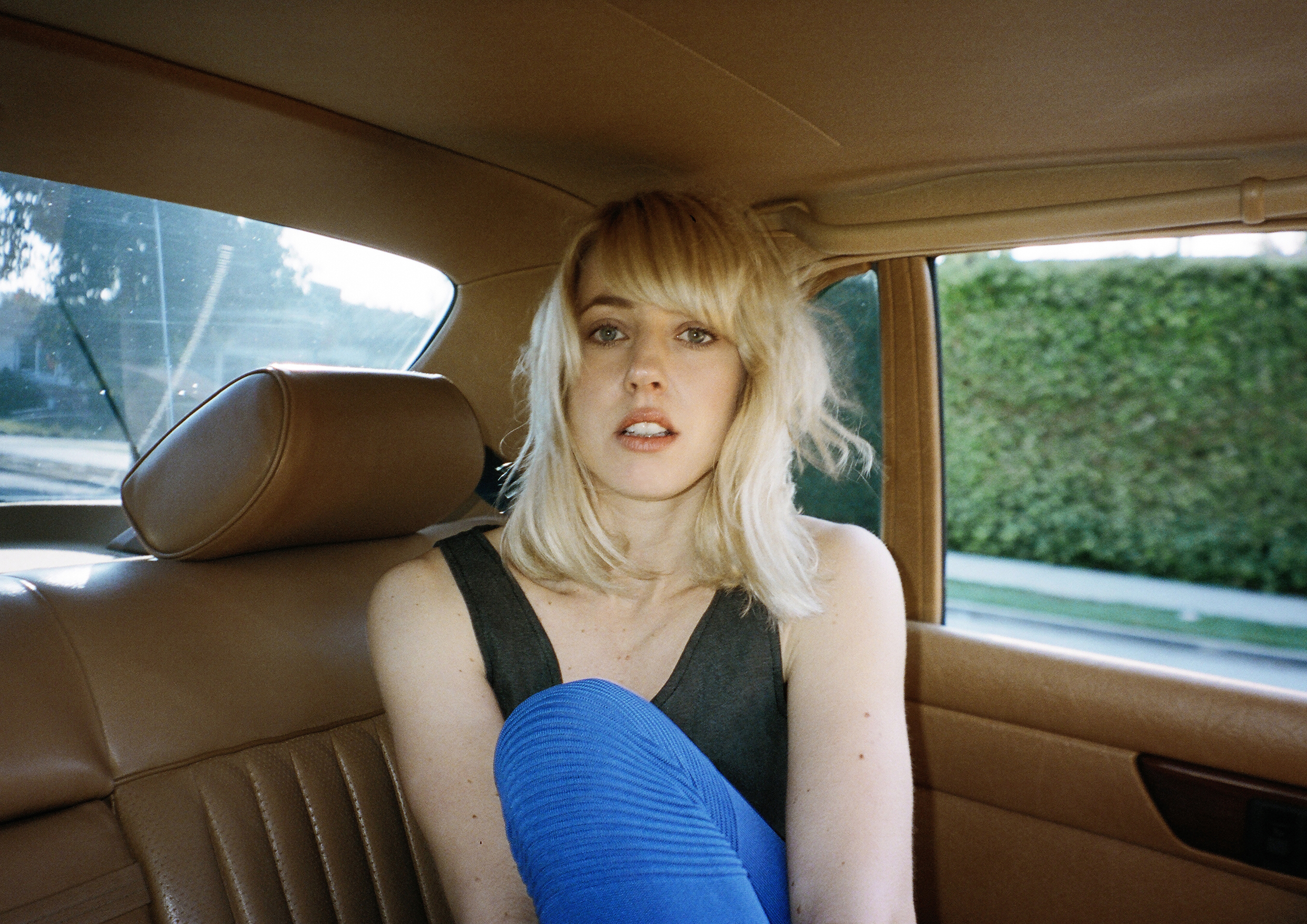
Veronica Maggio nel 2013

Nata in Svezia da padre italiano e madre svedese, si è avvicinata al mondo musicale su influenza di lui, grande fan di Adriano Celentano, Rita Pavone, Lucio Battisti.
Veronica ha studiato canto già negli anni del liceo. Nel 2001 ha fondato insieme a tre ragazzi un gruppo musicale di cui è stata frontman e cantante. Nel 2006 ha inciso il singolo d'esordio, Dumpa Mig, e l'anno seguente il primo album, riscuotendo un tale successo da essere proclamata nel suo Paese "rivelazione musicale dell'anno", tra dischi venduti (ha scalato la Hit Parade svedese, sfondando poi anche in Finlandia, Norvegia, Danimarca) e tour trionfali. A tutt'oggi ha pubblicato quattro album, ed è attualmente sotto contratto Universal Music.
Nel 2013 ha co-scritto la traccia Hey Brother di Avicii, contenuta nell'album True.

## Vita privata
Nell'ottobre del 2010 ha avuto un figlio dal suo ex compagno Nils Tull.

## Discografia

### Album in studio
- 2006 – Vatten & bröd
- 2008 – Och vinnaren är...
- 2011 – Satan i gatan
- 2013 – Handen i fickan fast jag bryr mig
- 2016 – Den första är alltid gratis
- 2019 – Fiender är tråkigt
- 2022 - Och som vanligt händer det något hemskt

### Singoli
- 2006 – Dumpa mig
- 2006 – Nöjd?
- 2006 – Havanna mamma
- 2008 – Måndagsbarn
- 2008 – Stopp
- 2009 – 17 år
- 2011 – Jag kommer
- 2011 – Välkommen in
- 2012 – Mitt hjärta blöder